# Verticia fasciventris
Verticia fasciventris är en tvåvingeart som beskrevs av Malloch 1927. Verticia fasciventris ingår i släktet Verticia och familjen spyflugor. Inga underarter finns listade i Catalogue of Life.